# 행주 기씨
행주 기씨(幸州奇氏)는 경기도 고양시 행주를 본관으로 하는 한국의 성씨이다.

## 상계
보첩에 전하는 기씨(奇氏)의 상계는 은나라 현인 기자(箕子)에서 유래한다. 기자의 후손 마한 원왕(元王)에게 세 아들 우평(友平) · 우량(友諒) · 우성(友誠)이 있었는데, 큰 아들 우평(友平)은 태원 선우씨, 작은 아들 우량(友諒)은 청주 한씨, 셋째 아들 우성(友誠)은 행주 기씨가 되었다고 한다.

## 역사
1688년(숙종 14) 족보를 간행할 대 이곡(李穀)이 지은 기황후의 아버지 영안왕 기자오(奇子敖)의 행장을 근거로 기자오의 5대조인 고려 인종 때 문하평장사(門下平章事) 기순우(奇純祐)를 1세조로 하여 번성하였다.
아들 기수전(奇守全)은 평장사를 지내고, 손자 기윤위(奇允偉) · 기윤숙(奇允肅) · 기필선(奇弼善)은 고려 고종 때 대장군으로서 이장대(李將大)의 난을 평정하고 여진족의 침입을 격퇴하였다. 특히 기윤숙은 최충헌 집권기에 중서문하성의 벼슬을 두루 지내면서 기씨 가문의 기반을 마련하였다. 기탁성(奇卓誠)은 부원수가 되어 조위총(趙位寵)의 난을 평정하고 문하시중평장사에 올랐다.
기윤숙의 증손 총부산랑 기자오(奇子敖)는 막내딸이 원나라 기황후가 되자 영안왕에 봉해졌다. 막내딸이 1334년(충숙왕 복위 3) 14세로 원나라 순제(順帝)의 후궁이 되어 1340년(충혜왕 복위 1) 제2황후로 책봉 되면서 기황후(奇皇后)가 되어 부원 세력이 되었다. 둘째아들 기철(奇轍)은 요양성 평장정사에 임명되고 덕성부원군에 봉해졌으며, 셋째아들 기원(奇轅)도 한림학사에 뽑히고 덕양군에 봉해졌다.
기윤숙의 동생 기필선의 현손 기현(奇顯)도 최사원(崔思遠) 등과 신돈의 심복이 되어 횡포와 권세를 누렸다. 이와 같이 기씨들은 고려 후기 부원 세력으로 권세를 누리다가 공민왕의 반원 개혁 운동으로 다수가 주살 되고 신진사대부에 의해 축출 되었다.
조선조에 들어와 기현(奇顯)의 손자 기면(奇勉)이 공조전서를 역임하고, 그의 아들 기건(奇虔)은 학행으로 발탁되어 연안군수를 거쳐 제주목사, 전라도관찰사, 대사헌, 판중추원사 등을 역임하고 정무공(貞武公)의 시호를 받아 가문을 중흥 시켜 후손들이 중시조로 모시고 있다. 기면(奇勉)의 딸은 정종의 후궁이 되었는데 숙의 기씨이다.
기건의 증손 복재 기준(奇遵)은 기묘명현이고, 현손 고봉 기대승(奇大升)은 성리학자로 조선 성리학 발전에 기여하였으며, 현손 기대항(奇大恒)도 한성부 판윤을 역임하였다. 5대손 금강 기효간(奇孝諫)은 하서 김인후의 문인으로 학문에 전념하여 호남의 은덕군자로 불리었으며, 기대항의 손자 기자헌(奇自獻)은 영의정을 지냈다.
후손 송암 기정익(奇挺翼)은 우암 송시열의 문인으로 학문과 효행으로 이름이 높았으며, 겸재 기학경(奇學敬)은 홍문관수찬 등을 역임한 문신 겸 학자로, 노사 기정진(奇正鎭)은 조선 후기의 성리학자로, 성재 기삼연(奇參衍)은 한말 의병장으로 이름을 남겼다.

## 인물

### 고려
- 기윤숙(奇允肅. ?~1257) : 문하시랑평장사
- 기탁성(奇卓誠. ?~1179) : 조위총의 난을 평정하여 판병부사(判兵部事), 문하시랑 평장사(門下侍郎平章事)·판이부사(判吏部事)가 되었다.
- 기홍수(奇洪壽. 1148~1209) : 고려 후기 문하시랑 동중서문하 평장사, 벽상삼한삼중대광 문하시랑 동중서문하평장사 판이부사 등을 역임한 무신이다.
- 기철(奇轍. ?~1356) : 고려 후기 부원 세력으로 정동행성 참지정사, 요양성평장, 대사도 등을 역임한 척신으로 공민왕에 의하여 권겸 · 노책 등과 함께 주살되었다.
- 기황후(奇皇后. 1315~1370) : 원나라의 마지막 황후, 기철의 여동생이다.
- 기현(奇顯. ?~1371) : 고려 후기 부원 세력으로 신돈의 심복이 되어 횡포와 권세를 누리다 공민왕의 반원 개혁 운동으로 아들들 기중평 · 기숙륜 · 기중륜 · 기중제 · 기중수 등과 함께 주살되었다.

### 조선
- 기면(奇勉. ?~?): 공조전서를 지냈으며 조선 정종의 후궁 숙의 기씨의 부친이다. 고려 후기 부원 세력인 기중평(奇仲平)의 아들이다. 외조모는 고려조 태자태사를 지낸 진위 이씨 이중육(李仲育)의 딸이다.
- 기건(奇虔. ?~1460) : 조선의 문신으로 전라도관찰사 겸 전주부윤, 호조참판, 개성부 유수 등을 역임하였다. 계유정난으로 수양대군이 왕위에 오르자 관직을 버리고 두문불출 하였다. 중시조
- 기준(奇遵. 1492~1521) : 호 복재. 1514년(중종 9년) 별시 문과에 급제하여 1519년 응교를 지내다가 기묘사화에 연루되어 교살되었다. 1545년(인종 1) 이조판서에 추증되었다. 시호는 문민(文愍).
- 기대항(奇大恒. 1519~1564) : 1546년(명종 1) 복재 기준의 아들로, 문과에 급제하여 대사헌, 이조참판을 거쳐 1564년 공조참판·한성부윤에 올랐다. 시호는 정견(貞堅).
- 기대승(奇大升. 1527~1572) : 호 고봉. 1558년 식년 문과에 급제하고 선조 때 성균관 대사성, 대사간, 공조참의 등을 역임하였다. 시호는 문헌(文憲)
- 기효간(奇孝諫. 1530~1593) : 호 금강(錦江). 하서 김인후(金麟厚))의 문인으로 호남의 은덕군자(隱德君子)이다. 서태수·변이중·변성온(卞成溫)·변성진 등과 교유 하였으며, 죽은 뒤 임진왜란 때 의병을 일으킨 공으로 선무원종공신에 책봉 되고, 호조참의에 추증 되었다. 장성 추산서원 배향
- 기효증(奇孝曾. 1550~1616) : 문헌공 기대승의 아들로 임진왜란 때 동복현감으로 의병장에 추대 되어 군사와 군량을 의주까지 수송하였다.
- 기자헌(奇自獻. 1562~1624) : 한성부윤 기대항의 손자로, 1590년 증광 문과에 급제하고 우의정, 좌의정을 거쳐 1614년(광해군 6) 영의정에 올랐다. 1620년 덕평부원군(德平府院君)에 봉해졌다.
- 기윤헌(奇允獻. 1575~1624) : 영의정 기자헌의 동생으로 1605년(선조 38)에 증광 문과에 급제하고, 세자시강원문학, 장령, 안악군수를 역임하였다.
- 기준격(奇俊格. 1594~1624) : 영의정 기자헌의 아들로 정언, 병조좌랑, 예조좌랑을 역임하였다. 1624년(인조 2) 이괄의 난에 내응하려 하였다는 혐의로 사형 당하였다.
- 기정익(奇挺翼. 1627~1690) : 호 송암(松巖). 금강 기효간의 현손, 우암 송시열 문인, 제릉참봉에 제수 되고, 뒤이어 효릉참봉에 임명되었으나 모두 출사하지 않고 학문과 후학양성에만 전념하였다. 장성 추산서원 배향
- 기언관(奇彦觀. 1706~?) : 기대승의 6세손, 헌납, 사간 등을 역임하였다.
- 기언정(奇彦鼎. 1716~1797) : 사간 기언관의 동생으로 대사간, 대사헌, 공조판서를 역임하였다.
- 기학경(奇學敬. 1741~1809] : 기대승의 7세손이며, 사간 기언관의 삼남이다. 사간원 정언, 무장현감, 홍문관 수찬을 역임하였다.
- 기정진(奇正鎭. 1798~1879) : 호 노사. 조선 후기의 유학자이다. 시호는 문간(文簡)이다. 진원 고산서원에 배향되었다.
- 기양연(奇陽衍. 1827~1895) : 조선 말기의 문신으로 사헌부 장령, 부교리, 부수찬을 역임하였다.
- 기우만(奇宇萬. 1846~1916) : 유학자, 항일의병장
- 기삼연(奇參衍. 1851~1908) : 항일의병장
- 기동준(奇東準. 1860~1918) : 기대승의 후예로 사마시에 합격하였으나 귀향하여 학문에 정진하며 후학 양성에 매진하였다. 기대승의 문집을 발간하였다.
- 기산도(奇山度. 1878~1928) : 독립운동가

### 근·현대
- 기세훈(奇世勳. 1914~2015) : 고봉 기대승의 후손, 서울고등법원장 등을 역임한 법조인
- 기동민(奇東旻. 1966~) : 제20·21대 국회의원
- 기경량(奇庚良. 1978~) : 역사학자
- 기영옥(奇永玉. 1957~) : 축구 선수
- 기형도(奇亨度. 1960~1989) : 시인
- 기국간(奇國幹. 1970~) : 언론인
- 기승호(1985~) : 농구 선수
- 기성용(奇誠庸. 1989~) : 국대 축구 선수
- 기대우(1990~) : 기자

## 과거 급제자
행주 기씨는 조선시대 문과 급제자 22명, 무과 급제자 22명을 배출하였다.
문과
기경현(奇慶鉉) 기관현(奇觀鉉) 기대승(奇大升) 기대항(奇大恒) 기령(奇苓)
기만헌(奇晩獻) 기문현(奇文鉉) 기수발(奇秀發) 기양연(奇陽衍) 기언관(奇彦觀)
기언정(奇彦鼎) 기윤헌(奇允獻) 기자헌(奇自獻) 기저(奇褚) 기준(奇遵)
기준격(奇俊格) 기진흥(奇震興) 기찬(奇襸) 기침(奇琛) 기학경(奇學敬)
기협(奇協) 기형(奇逈)
무과
기경복(奇景福) 기경우(奇慶遇) 기경헌(奇敬獻) 기계건(奇戒建) 기대경(奇大勍)
기대권(奇大權) 기두환(奇斗煥) 기명후(奇命垕) 기붕(奇鵬) 기상진(奇尙珍)
기성후(奇聖垕) 기송일(奇松一) 기시관(奇時冠) 기윤호(奇允琥) 기익헌(奇益獻)
기자홍(奇自弘) 기전(奇恮) 기정우(奇廷遇) 기준(奇俊) 기홍립(奇弘立)
기효열(奇孝說) 기훈(奇薰)
생원시
기경례(奇敬禮) 기경인(奇敬仁) 기관연(奇觀衍) 기기진(奇麒鎭) 기대승(奇大升)
기동교(奇東敎) 기동순(奇東純) 기동준(奇東準) 기령(奇苓) 기만헌(奇晩獻)
기봉진(奇鳳鎭) 기상풍(奇象豊) 기윤섭(奇允燮) 기윤진(奇允鎭) 기율(奇慄)
기익진(奇益鎭) 기자헌(奇自獻) 기재규(奇在奎) 기재선(奇在善) 기저(奇楮)
기정진(奇正鎭) 기준(奇遵) 기진구(奇震龜) 기진량(奇震良) 기태검(奇泰儉)
기태온(奇泰溫) 기태원(奇泰源) 기형(奇逈) 기호진(奇祜鎭)
진사시
기계상(奇繼商) 기대승(奇大升) 기대항(奇大恒) 기동팔(奇東八) 기란(奇蘭)
기무곤(奇茂坤) 기세후(奇世厚) 기수발(奇秀發) 기양연(奇亮衍) 기우만(奇宇萬)
기윤헌(奇允獻) 기인(奇𡐔) 기자헌(奇自獻) 기재린(奇在麟) 기저(奇楮)
기정만(奇挺萬) 기정현(奇挺賢) 기준(奇遵) 기준격(奇俊格) 기진(奇進)
기진연(奇晉衍) 기진탁(奇震鐸) 기진흥(奇震興) 기학경(奇學敬) 기형(奇逈)
기황(奇愰) 기효증(奇孝曾)

## 항렬자
| 90세   | 91세   | 92세   | 93세   | 94세   | 95세   |
| ------ | ------ | ------ | ------ | ------ | ------ |
| 우(宇) | 도(度) | 노(老) | 서(舒) | 호(浩) | 간(幹) |

## 조선 왕실과의 인척 관계
- 정종 (조선) 후궁 숙의 기씨

## 인구
- 1985년 5,244가구, 21,756명
- 2000년 6,660가구, 21,536명
- 2015년 27,379명

## 이성 동본
- 청주 한씨
- 태원 선우씨